# Prypjat
Se även Prypjat (stad) och Prypjatträsken.
Prypjat (ukrainska: Прип’ять; belarusiska: Прыпяць, Prypjats) är en 775 kilometer (enligt annan beräkning 761 kilometer) lång flod i Ukraina och Belarus som avvattnar Prypjatträsken (under första världskriget blev träsken kända under namnet Rokitnoträsken) och mynnar som högerbiflod till Dnepr i Kievsjön i norra Ukraina, cirka 20 kilometer söder om Tjernobyl. Floden är anknuten till Njemens och Wisłas flodsystem och står även i kanalförbindelse med Bug. Avrinningsområdet är 97 200 km² och medelvattenföringen cirka 380 m³/s. Vid floden ligger bland annat staden Prypjat, som efter Tjernobylolyckan fick evakueras. Vidare läckte vid översvämningar 1993 radioaktivt avfall via Prypjatfloden ut i Kievsjön, som är Kievs främsta källa till dricksvatten.